# シルック・グレイハウンド
シルック・グレイハウンド（英：Shilluk Greyhound）は、スーダン原産のグレイハウンド犬種のひとつである。

## 歴史
非常に古くから存在した犬種で、古代エジプトの超古代犬種であるチズムとモロッコのスルーギ、地元のパリア犬、マスティフ系の犬を掛け合わせて作出されたといわれている。シルックはシルック族という民族にのみ飼育されており、同じくスーダン原産のディンカ・グレイハウンドやビシャリン・グレイハウンドなどとともに「民族専用犬種」と呼ばれている。
主に単独か小規模なパックでレイヨウを狩るのに使われていた。日中の気温が非常に高い砂漠でレイヨウを追うため、走るための脚力やスタミナ、忍耐力がとても発達した。視覚でレイヨウを発見し、追いかけて仕留めた。基本的には瞬時にレイヨウを捕らえるが、マリ共和国のアザワクのように何時間も追い掛け回すことも可能である。レイヨウを仕留めることが出来た犬たちにはご馳走が与えられ、獲物の肉も分配される。尚、レイヨウの耳や尾、蹄なども餌として与えられる。
もとから民族専用で且つ頭数も非常に少ないため、外部の人が目にする機会はめったにない。現在も実猟犬若しくはペットとして飼育されているが、やはりシルック族以外では飼育されていない。

## 特徴
頭部は小さく、首、脚、胴、尾は長いが、筋肉質でがっしりした体つきをしている。他のグレイハウンド犬種に比べるとマズルは短めである。体つきはローデシアン・リッジバックにもよく似るが、逆毛はない。耳は半垂れ耳、尾は飾り毛の少ないサーベル形の垂れ尾。コートはスムースコートで、暑さに非常に強い。毛色はフォックスレッド又はレッドで、耳やマズルが黒い「ブラックマスク」というマーキングが入る。大型犬サイズで、性格は知的で主人に忠実だが、強い束縛や押し付けを嫌う。スタミナが多く集中力があり、走るのが速い生粋の猟犬種である。運動量は非常に多い。